# Robert Gys
Robert Gys, gebürtig Robert Albert Eugène Gigault, (* 22. September 1901 in Asnières-sur-Seine, Frankreich; † 15. November 1977 in Cagnes-sur-Mer) war ein französischer Filmarchitekt.

## Leben und Wirken
Gys, in rund dreieinhalb Jahrzehnten Aktivität beim französischen Kino für die optische Gestaltung zahlreicher eleganter, schauprächtiger Unterhaltungsproduktionen verantwortlich, begann seine filmische Aktivität 1922 als Assistent von Robert Mallet-Stevens. Noch zu Stummfilmzeiten gestaltete Gys die Bauten zu mehreren Inszenierungen von Henri Diamant-Berger und Jacques de Baroncelli, wirkte aber auch bei den ersten bedeutenden Filmen René Clairs als Szenenbildner. Seit Mitte der 1930er Jahre entwarf Gys die Dekorationen zu diversen hochklassigen Spielfilmen mit reinem Unterhaltungscharakter, darunter auch jeweils ein Werk von Max Ophüls („Divine“), Sacha Guitry („Bonne Chance“), Abel Gance („L’homme d‘un jeune homme pauvre“), Kurt Bernhardt („L’or dans la rue“), Jean Renoir („Das Verbrechen des Herrn Lange“), Robert Siodmak („Mister Flow“) und mehrfach Arbeiten Marcel L’Herbiers. 
Robert Gys machte sich vor allem einen Namen seit 1942 mit historischen Ausstattungsstreifen, als er die Bauten zu dem ambitionierten „Carmen“-Film des Regisseurs Christian-Jaque entwarf. Seitdem arbeiteten der Szenenbildner und der Regisseur, die erstmals 1937 einen Film gemeinsam gestaltet hatten, regelmäßig zusammen. Gys’ Filmbauten für Christian-Jacques „‘Ausstattungsopern’ zeichneten sich durch eine altmodische, bisweilen altbackene Noblesse und Plüschigkeit aus, die den französischen Prunk des 17. Jahrhunderts bis zur Spätzeit der Belle Epoque beschworen.“ 1960 zog sich der Szenenbildner vom Kino zurück.

## Filmografie
- 1922: L’affaire de la rue de Lourcine
- 1922: L’emprise
- 1923: Boubouroche
- 1923: Gonzague
- 1923: Jim Bougne, boxeur
- 1924: L’épervier
- 1924: Weingeister / Der Seelendieb vom Moulin-Rouge (Le fantôme du Moulin Rouge)
- 1925: Le voyage imaginaire
- 1925: La justicière
- 1926: Nitchevo
- 1927: Feu
- 1927: La fin de Monte-Carlo
- 1928: La tentation
- 1928: Quartier Latin
- 1929: Wenn du zum Weibe gehst (La femme et le pantin)
- 1930: Miß Europa (Prix de beauté)
- 1930: Le rêve
- 1930: L’Arlésienne
- 1931: Le dernier choc
- 1931: Madame hat Ausgang
- 1932: Mater Dolorosa
- 1932: Baby
- 1932: Die Veilchen der Kaiserin (Violettes impériales)
- 1933: Le barbier de Séville
- 1933: Tire-au-flanc
- 1933: Madame Bovary
- 1934: Mauvaise Graine
- 1934: La dernière valse
- 1934: L’aristo
- 1934: Heimatlos (Sans famille)
- 1934: L’or dans la rue
- 1935: Divine
- 1935: Pasteur
- 1935: Zwischen Abend und Morgen (Veille d’armes)
- 1935: Unter falschem Verdacht (La route impériale)
- 1935: Bonne chance
- 1935: Das Verbrechen des Herrn Lange (Le crime de Mr. Lange)
- 1936: Bichon
- 1936: Mister Flow
- 1936: Die neuen Männer (Les hommes nouveaux)
- 1936: Faison un rêve
- 1937: Boissière
- 1937: Gebrandmarkt (Forfaiture)
- 1937: La fessée
- 1937: Chéri-Bibi
- 1938: Die große Entscheidung (Alerte en Méditerranée)
- 1938: Le révolté
- 1938: Le déserteur
- 1939: Aber mein Hans, der kann’s (Le grand élan)
- 1939: Rappel immédiat
- 1939: L’homme du Niger
- 1939: Tourbillon de Paris
- 1939: Irrlichter der Grenze (L’empreinte du dieu)
- 1940: Ceux du ciel
- 1941: Histoire de rire
- 1942: Carmen (Carmen)
- 1942: Reise ohne Hoffnung (Voyage sans espoir)
- 1944: Das Geheimnis der Berghütte (Sortilèges)
- 1945: Das unheimliche Lied (Seul dans la nuit)
- 1945: Le pays sans étoiles
- 1946: Wenn der Himmel versagt (La tentation de Barbizon)
- 1946: Adieu Chérie (Adieu chérie)
- 1946: Liebesträume (Rêves d’amour)
- 1947: In Teufels Krallen (Copie conforme)
- 1947: La révoltée
- 1948: Figure de proue
- 1948: Von Mensch zu Mensch (D’homme à hommes)
- 1949: Singoalla, die Zigeunerin (Singoalla)
- 1949: Agnes Bernauer (Le jugement de dieu)
- 1950: Ballerina (Ballerina)
- 1950: Es geschah in Paris (Souvenirs perdus)
- 1951: Le cap de l’espérance
- 1952: Fanfan, der Husar (Fanfan, la tulipe)
- 1952: Liebenswerte Frauen ? (Adorables créatures)
- 1953: Lucrezia Borgia (Lucrèce Borgia)
- 1953: Und keine blieb verschont (Quand tu liras cette lettre)
- 1954: Madame Dubarry (Madame Dubarry)
- 1954: Eine Frau erobert die Welt (La belle Otero)
- 1955: Nana (Nana)
- 1955: TKX antwortet nicht (Si tous les gars du monde)
- 1955: Der Engel, der ein Teufel war (Voici le temps des assassins)
- 1956: Taifun über Nagasaki (Typhon sur Nagasaki)
- 1957: Natali (Nathalie)
- 1957: Polizeiaktion Dynamit (Echec au porteur)
- 1958: Le petit prof
- 1958: Croque mitoufle
- 1960: Die Französin und die Liebe (La française et l’amour)
- 1960: Die Drohung (La menace)